# هندسة البرمجيات التجريبية
هندسة البرمجيات التجريبية (Experimental software engineering) هو النطاق الفرعي لهندسة البرمجيات مع التركيز على تجارب على أنظمة البرمجيات (منتجات البرمجيات والعمليات والموارد). وهي غير مهتمة في وضع تجارب على البرنامج، في جمع البيانات من تلك التجارب، ووضع القوانين والنظريات من هذه البيانات. أنصار البرمجيات الهندسية التجريبية تدعو إلى ان التجريب هو وسيلة هامة في المساهمة في تراكم المعرفة في هندسة البرمجيات.
هندسة البرمجيات التجريبية (Empirical software engineering) هو مفهوم ذات الصلة، وتستخدم في بعض الأحيان بشكل مترادف مع هندسة البرمجيات التجريبية (Experimental software engineering). هندسة البرمجيات التجريبية (Empirical software engineering) هي مجال أبحاث تؤكد أن استخدام الدراسات التجريبية من جميع الأنواع تجميع المعرفة. الأساليب المستخدمة في ذلك التجارب، ومجموعة متنوعة من دراسات الحالة، والدراسات الاستقصائية والتحليلات الإحصائية.

## المنطق
منهج علمي يشير إلى وجود دورة من الملاحظات والقوانين والنظريات للنهوض بالعلم. تطبق هندسة البرمجيات التجريبية هذا الأسلوب على البرمجيات.

## مختبرات البحوث
هناك عدد من المختبرات في الجامعات ومعاهد البحوث، والتي تتخصص في صناعة البرمجيات في الهندسة التطبيقية، وتشمل هذه :
- شبكة بحوث هندسة البرمجيات العالمية (ISERN)
- معهد فراونهوفر لهندسة البرمجيات التجريبية (IESE)
- مرصد شيفيلد لهندسة البرمجيات
- مختبر ابحاث سيمولا
- COPPE/UFRJ مجموعة هندسة البرمجيات التجريبية
- جامعة أوسلو